# Joachim Deutschland
 (septembre 2018).
Si vous disposez d'ouvrages ou d'articles de référence ou si vous connaissez des sites web de qualité traitant du thème abordé ici, merci de compléter l'article en donnant les références utiles à sa vérifiabilité et en les liant à la section « Notes et références ».
Joachim Deutschland (né le 31 juillet 1980 à Weiler, proche de Stuttgart) est un chanteur et musicien rock germano-américain. Sa musique varie beaucoup et inclut aussi des ballades minimalistes, du blues, des éléments de hip-hop ou des pièces reggae, mais touche surtout le côté punk. Son vrai nom de naissance est Christof Johannes Joachim Faber.

## Origines et carrière
Il est d'origine américaine, mais est né et a passé sa jeunesse à différents endroits en Allemagne. Il a grandi dans une famille de différents musiciens. Après la réussite de son Abitur, il a d'abord déménagé aux États-Unis où il a tenté en vain de devenir un joueur de basketball professionnel et où il a illégalement déserté l'armée et quitté le pays sans autorisation ce qui a mené à une sentence de prison de cinq semaines lorsqu'il y est retourné.
En 2003, il a sorti son premier album Musik wegen Frauen et peu après Rock sei Dank en 2005. Ces albums sont teintés de paroles provocantes ce qui a poussé les médias à s'intéresser à lui. Dans son premier succès Marie, il insulte par exemple son ex-copine et dans un autre simple intitulé Ich tu was ich will, il propage qu'il utilise le métro sans payer, insulte Oliver Kahn et se prononce superficiellement sur l'image de sa femme idéale. Il publie sur son site personnel la pièce Die Stoibers dans laquelle il insulte les filles et la femme du politicien Edmund Stoiber. Durant une émission de télévision, il montre son derrière devant le public et se fait expulser du concours télévisé.
Après la sortie de son deuxième album, Joachim Deutschland planifie la sortie de son troisième album Liebe auf den ersten Blick pour 2007, mais l'album n'est finalement publiée qu'en format digital sur son site en 2009. Le musicien vit des situations personnelles difficiles et disparaît de plus en plus de la scène médiatique. Il participe encore à quelques rares émissions de télévision et collabore brièvement avec le rappeur Kaisa en 2008. De temps en temps, il joue aussi de la musique dans la rue à Berlin.
Pendant longtemps, le musicien consacre son temps à sa femme et ses quatre enfants avant de relancer sa carrière musicale en 2013 avec un album plus mature et philosophique bien accueilli par les critiques et ses fans de longue date qui s'intitule Der neue Deutschland.

## Publications principales
- 2003: Musik wegen Frauen
- 2005: Rock sei Dank
- 2009: Liebe auf den ersten Blick (en format digital seulement)
- 2013: Der neue Deutschland